# توپوزآباد (نقده)
توپوز آباد یک روستا در ایران است که در استان آذربایجان غربی واقع شده‌است. توپوز آباد ۵۴۹ نفر جمعیت دارد.